# Карелија (регија)
63° N 32° E / 63° С; 32° И
Карелија (кар. и фин. Kárjala, рус. Карелия) представља географско-историјску регију на северу Европе, између Белог мора на северу и Финског залива на југу. Регија је име добила по угро-финској етничкој групи Карела која је на овом подручју, у долини реке Вуоксен још у IX и X веку основала своју државну територију. Поред Карела становништво регије чине и Руси, Финци, Лапонци и Вепси.
Карелија је тренутно подељена на фински (Северна и Јужна) и руски (Република Карелија и Лењинградска област) део.

## Географија
Карелија се простире између Белог мора на северу и Финског залива на југу. Источна и југоисточна граница приближно иде линијом која повезује Бело море са језером Оњега, потом долином реке Свир до језера Ладоге и даље реком Невом до Финског залива. Као традиционална западна граница узима се језеро Сајма на југоистоку Финске. Овако ограничена територија има површину од приближно 53.000 км². Од севера ка југу протеже се дужином од око 430 км, док је максимална ширина 180 км. 
На основу природних карактеристика област се дели на три дела: северну и приобалну Карелију и Карелијску превлаку. 
Северна Карелија обухвата пространо низијско подручје у унутрашњости, са бројним језерима, рекама и мочварама. Део је екосистема четинарских шума умерених предела. Најнижа тачка је језеро Пјелисјарви на надморској висини од 94 метра, док је највиша тачка узвишење Коли (336 метара). Највеће језеро је Сајма, док је најважнији водоток река Вуоксен. Приобална Карелија је у основи зона ниског песковито-шљунковитог земљишта које се пружа дуж обала Финског залива и даље до језера Оњега и Ладога. Карелијска превлака представља појас ширине од 45 до 110 км који раздваја Фински залив од Ладоге. 
У историјском контексту Карелија је подељена на два дела, на источну или Руску Карелију и на западну или Финску Карелију. Финска Карелија обухвата административно је подељена на Северну и Јужну Карелију. На територији Русије, пак, постоји аутономна Карелијска Република која је традиционално подељена на Белу Карелију на северу и Ладошку Карелију (део Карелије који је припадао Финској пре Другог светског рата), док је на истоку Олоњечка Карелија. Подручје Карелијске превлаке административно припада Лењинградској области.

## Историја
Према етногенетским претпоставкама подручје Карелије је насељено током 7. и 6. миленијума пре нове, а основна делатност првобитних људских заједница на том подручју је била лов и риболов. Рударство и пољопривреда као привредне активности појављују се током првог миленијума пре нове ере.
Извесно је да су се разна угро-финска племена организована у племенске заједнице појавила на овом простору током IX и X века. Карелијску превлаку и северне обале Ладоге тако насељавају Карели, подручје између Ладоге и Оњеге Вепси, док су на крајњем северу била лапонска племена. Почетком XI века Карели избијају и на обале Ботнијског залива на западу и Белог мора на северу. Истовремено у то подручје продиру и словенска племена.
Први писани подаци о Карелима и карелској земљи у руским изворима потичу из периода 1065—1085. и тада се у новгородским летописима помињу напади Литванаца на Карелију.
Карелијска заједница формирана у долини реке Вуоксен била је под влашћу Новгородске републике од почетка XI века па до 1338. године и имала је одређени аутономни статус.
Новгородски књаз Димитрије Александрович је непосредно по преузимању власти у Новгороду у зиму 1277/78. кренуо у поход на карелску земљу са циљем да „одметнуту територију“ врати под своју власт. Наиме карелски племенски господари су током борби за новгородски престо били на страни Димитријевог противника, а ослањали су се и на помоћ Швеђана који су били у сталним сукобима са Новгородом. Димитрије је Карелију уредио као јединствену централизовану територију (раније састављену од 10 парохија), а административни центар области постаје град Карела (данас Приозерск). 
За првог новгородског намесника у Карелији постављен је тверски књаз Борис Константинович чији тирански начин управљања доводи до устанка локалног становништва. Незадовољство карелијског становништва искористила је Шведска која је подржавала побуне против руских владара. У устанку који је избио 1314. побијени су новгородски управници, а град је на управу препуштен Швеђанима. Иако је побуна убрзо угушена, а Карелија враћена под управу Новгорода, серија устанака и побуна се наставила и у наредним годинама (баш као и константни сукоби између Руса и Швеђана). Карелијска земља се тако нашла на граници између две у то време моћне војне силе, а локални лидери су на све могуће начине покушавали да искористе тај положај и изборе се за што је више могуће привилегија за властиту земљу. Карелија је повремено деловала као потпуно независна земља. Миром из Орехова из 1323. Карелија је подељена на два дела, а нова престоница шведске Карелије постаје град Виборг.
Током 1338. делови Карелије који су били под управом Новгорода прелазе у посед Велике Кнежевине Литваније чиме је образована вазална Карелијска кнежевина.
Јужна Карелија је била под влашћу Шведске све до Ништадског мира 1721. када је највећи део ове територије дошао под власт Руске Империје. Западни делови Карелије улазе у састав Русије након рата са Швеђанима 1741—43. укључујући и утврђење Нејшлот. остатак Финске присаједињен је Русији по окончању Финског рата 1809. године. Основана је Велика Кнежевина Финска у чији састав су ушле и све карелијске земље. 
Највећи део територије Карелије постаје делом независне Финске Републике проглашене 1917. године (а чије границе су потврђене Миром у Тартуу из 1920), док су источни делови 1923. организовани као Карелијска АССР.
Нападом Совјетског Савеза на Финску у зиму 1939. почиње Зимски рат. Рат је завршен наредне године Московским миром, а највећи део финске Карелије, укључујући и град Виборг, се поново враћа у састав Совојетског Савеза. По окончању рата формирана је Карело-Финска ССР.
Република Карелија као субјект Руске Федерације формирана је 1991. године, док су од западних делова Карелије формирани фински окрузи Северна и Јужна Карелија.

## Демографија
Карели (кар. karjalaižet) су угро-фински народ и по етногенези доста су сродни Финцима. Од укупно око 153.000 већина их живи у Русији, у аутономној републици Карелији, у којој чини 7,4% становништва, и у којој представљају други народ по бројности, после Руса (82%). Мањи део Карела живи у Финској, у провинцијама Северна Карелија и Јужна Карелија. Карели су већином православне вероисповести и припадају Финској ПЦ и Руској православној цркви. Око милион становника у Финској се изјашњава пореклом као Карели.
Говоре карелским језиком који припада уралској језичкој групи. Најближи сродник му је фински језик, а многи лингвисти сматрају да је карелски у ствари тек једна од варијанти финског језика. Од финског се разликује по гласовном систему (има неке гласове који нису присутни у финском) те по употреби бројних архаизама који се у савременом финском језику не користе. Укупан број говорника је око 120 хиљада (84% говорника живи у руској Карелији).

## Градска насеља
| - Република Карелија - Петрозаводск (262.000) - Беломорск (12.000) - Медвеђегорск (15.500) - Кем (13.500) - Костомукша (29.000) - Кондопога (33.000) - Сортавала (19.300) - Сегежа (30.000) - Питкјаранта (11.500) - Олонец (11.000) - Карелијска превлака - Виборг (80.000) - Приозерск (19.000) | - Јужна Карелија - Иматра (38.300) - Јоутсено (10.000) - Лапенранта (75.600) - Северна Карелија - Јоенсу (74.200) - Иломантси (5.700) - Ките (10.000) - Кесјалахти (2.300) - Контиолахти (14.100) - Лиекса (12.500) - Липери (12.300) - Нурмес (8.400) - Оутокумпу (7.400) |